# Amtsgericht Montabaur

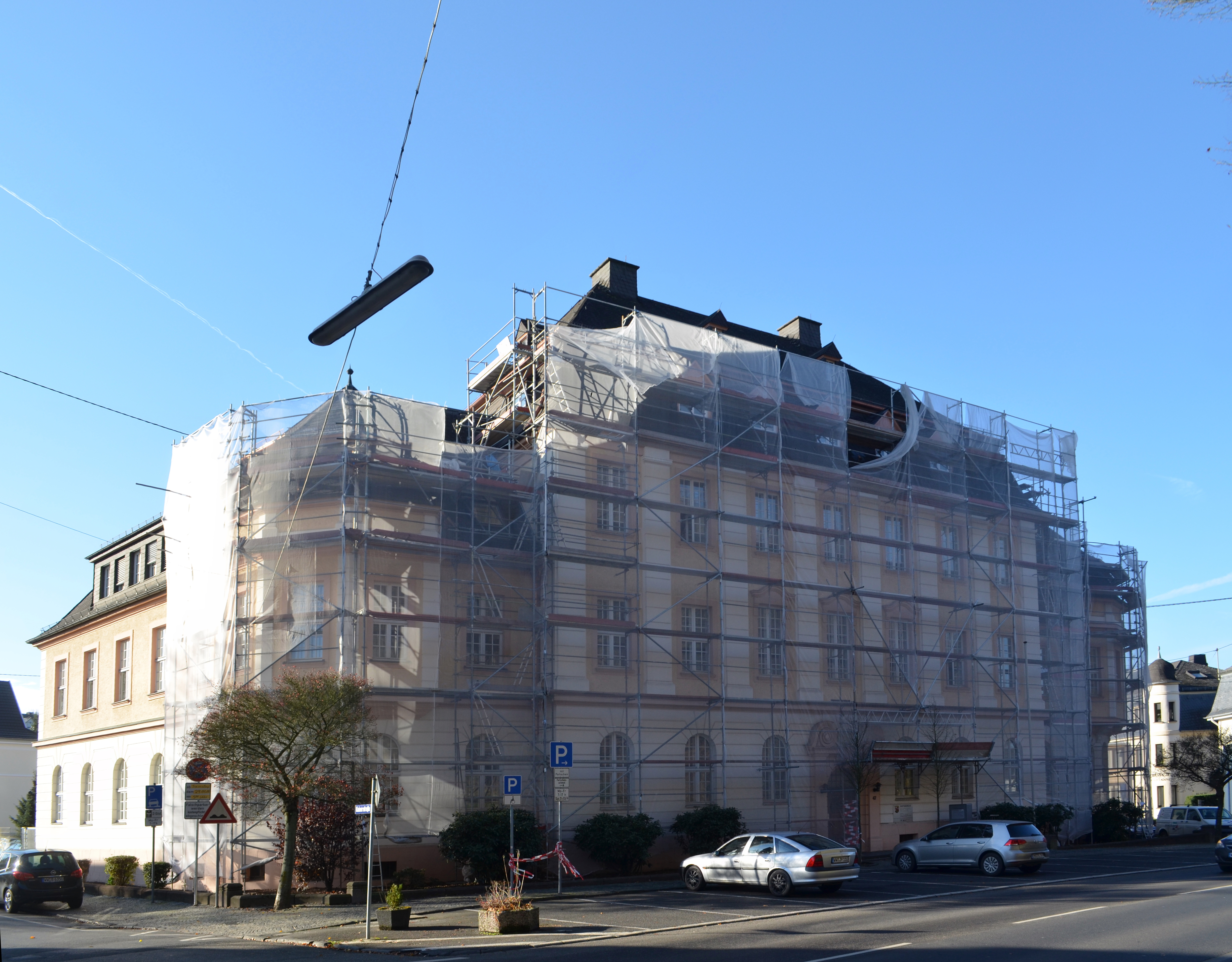
Amtsgericht Montabaur im November 2014 (eingerüstet)

Das Amtsgericht Montabaur ist ein Gericht der ordentlichen Gerichtsbarkeit in Rheinland-Pfalz. Es ist eines der 15 Amtsgerichte im Bezirk des Landgerichts Koblenz.

## Gerichtsbezirk und -sitz
Gerichtssitz ist Montabaur. Zuständig ist das Amtsgericht Montabaur für die Einwohner in den Verbandsgemeinden Höhr-Grenzhausen, Montabaur, Ransbach-Baumbach, Selters (Westerwald) und Wirges mit insgesamt etwa 102.000 Gerichtseingesessenen.

## Zuständigkeit
Das Amtsgericht Montabaur ist für alle Angelegenheiten zuständig, die bei einem Amtsgericht anhängig gemacht werden können (außer Schifffahrtsregister, Partnerschaftsregister und Standesamtssachen).
Besondere Zuständigkeit
Darüber hinaus ist es auch zuständig für Schöffen- und Jugendschöffengerichtsverfahren sowie für Landwirtschaftsverfahren des Amtsgerichtsbezirks Westerburg. Es ist Insolvenzgericht für die Bezirke der Amtsgerichte Diez, Montabaur und Westerburg. Weiterhin führt es das Handels- und Vereinsregister für die Bezirke der Amtsgerichte Betzdorf, Diez, Montabaur und Westerburg. Seit dem 17. Oktober 2005 auch für die Bezirke der Amtsgerichte Altenkirchen, Linz am Rhein und Neuwied.

## Übergeordnete Gerichte
Dem Amtsgericht Montabaur ist das Landgericht Koblenz übergeordnet. Zuständiges Oberlandesgericht ist das Oberlandesgericht Koblenz.

## Geschichte
Im Herzogtum Nassau waren Verwaltung und Rechtsprechung nicht getrennt. Die Ämter, hier das Amt Montabaur, waren gleichzeitig Verwaltungsbehörden und Gerichte der ersten Instanz. Das Amt war jedoch nur für Zivilrechtsklagen zuständig. Als Gericht erster Instanz in Strafrechtsfragen wirkte das Kriminalgericht Dillenburg. Zweite Instanz in Zivilrechtsfragen war das Hof- und Appellationsgericht Dillenburg.
Nach der Märzrevolution 1848 wurde eine Trennung von Verwaltung und Rechtsprechung vorgenommen (Gesetz vom 4. April 1848). Die Verwaltung wurde durch Kreisämter wahrgenommen, die Ämter wurden in Gerichte erster Instanz umgewandelt. So war das Justizamt Montabaur ab 1849 erstinstanzliches Gericht. Diese Reform wurde aber bereits 1854 wieder aufgegeben und die alten Ämter wieder eingerichtet.
Mit der Annexion Nassaus durch Preußen wurden Verwaltung und Rechtsprechung getrennt und 1867 das königlich preußische Amtsgericht Montabaur eingerichtet und dem ebenfalls neuen Kreisgericht Limburg untergeordnet.
Zum 1. Oktober 1879 traten die Änderungen des Gerichtsverfassungsgesetzes in Kraft. Das Amtsgericht Montabaur blieb bestehen, anstelle des aufgelösten Kreisgerichtes Dillenburg trat nun aber das Landgericht Neuwied (ab 1933: Landgericht Limburg).
Zunächst war das Amtsgericht in einem Gebäude des ehemaligen Franziskanerklosters am sogenannten Amtmannsgarten untergebracht. Im Jahre 1910 wurde das heutige Dienstgebäude in der Bahnhofstraße 47 errichtet und bezogen. Von 1945 bis 1952 nutzten die Franzosen das Amtsgerichtsgebäude als Gouvernement militaire. In dieser Zeit war das Amtsgericht in dem sogenannten Vincenz-Haus des Ordens der Barmherzigen Brüder an der Peterstorstraße untergebracht.
Da Montabaur nach 1945 Rheinland-Pfalz zugeordnet war und Limburg an der Lahn Hessen, wurde das Amtsgericht Montabaur dem Gerichtsbezirk des Landgerichtes Koblenz zugeordnet.
Mit Wirkung vom 1. Januar 1967 wurden dem Amtsgericht Montabaur die Bezirke der gleichzeitig aufgehobenen Amtsgerichte Höhr-Grenzhausen und Selters zugeschlagen und ein Teilbereich des ebenfalls aufgehobenen Amtsgerichts Wallmerod. Der hierdurch hervorgerufenen Raumnot wurde zunächst durch die Anmietung eines Nachbarhauses begegnet. Im Jahre 1984 konnte an der Stelle des früheren Gefängnisses ein Erweiterungsbau bezogen werden, der sich an den bereits vorhandenen Gebäudekomplex anfügt.